# Beegie Adair
Beegie Adair (* 11. Dezember 1937 als Bobbe Gorin Long in Barren County, Kentucky; † 23. Januar 2022 in Franklin, Tennessee) war  eine US-amerikanische Jazzpianistin.

## Leben und Werk

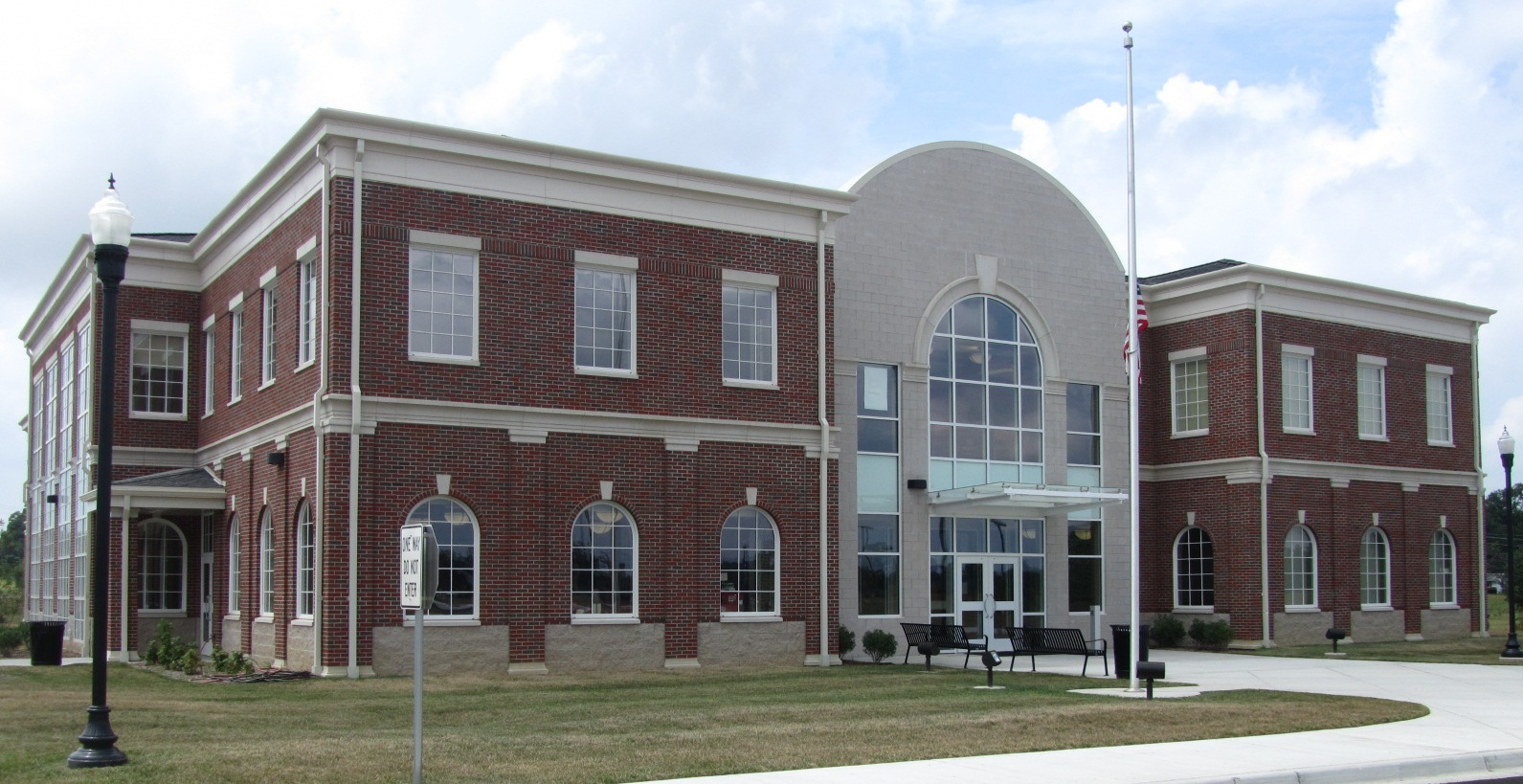
Western Kentucky University in Bowling Green

Beegie Adair wuchs in Cave City, Kentucky, auf. Ihr Vater war A. G. Long und ihre Mutter hieß mit Vornamen ebenfalls Bobbe. Im Alter von fünf Jahren begann sie mit dem Klavierunterricht. Sie besuchte bis 1954 die Caverna High School in Horse Cave, Kentucky. Anschließend studierte sie Klavierspiel und erwarb 1958 einen Bachelor of Science für Musikpädagogik (Music education) an der Western Kentucky University in Bowling Green, Kentucky. Während des Studiums spielte sie in verschiedenen Jazzbands. Nach dem Studium gab sie drei Jahre lang Musikunterricht für Kinder.
In den frühen 1960er Jahren zog Adair nach Nashville, wo sie als Session-Musikerin arbeitete. Sie entwickelte sich zu einer gefragten Studiomusikerin und begleitete namhafte Künstler wie Johnny Cash, Chet Atkins, Dolly Parton, Lucille Ball, Steve Allen, Dinah Shore, Cass Elliot und Peggy Lee. Daneben war sie auch als Hauspianistin in der The Johnny Cash Show auf ABC-TV und in anderen TV-Formaten tätig. Zusammen mit ihrem Mann William „Billy“ Adair gründete sie später eine Firma, um Musik für Werbefilme zu schreiben.

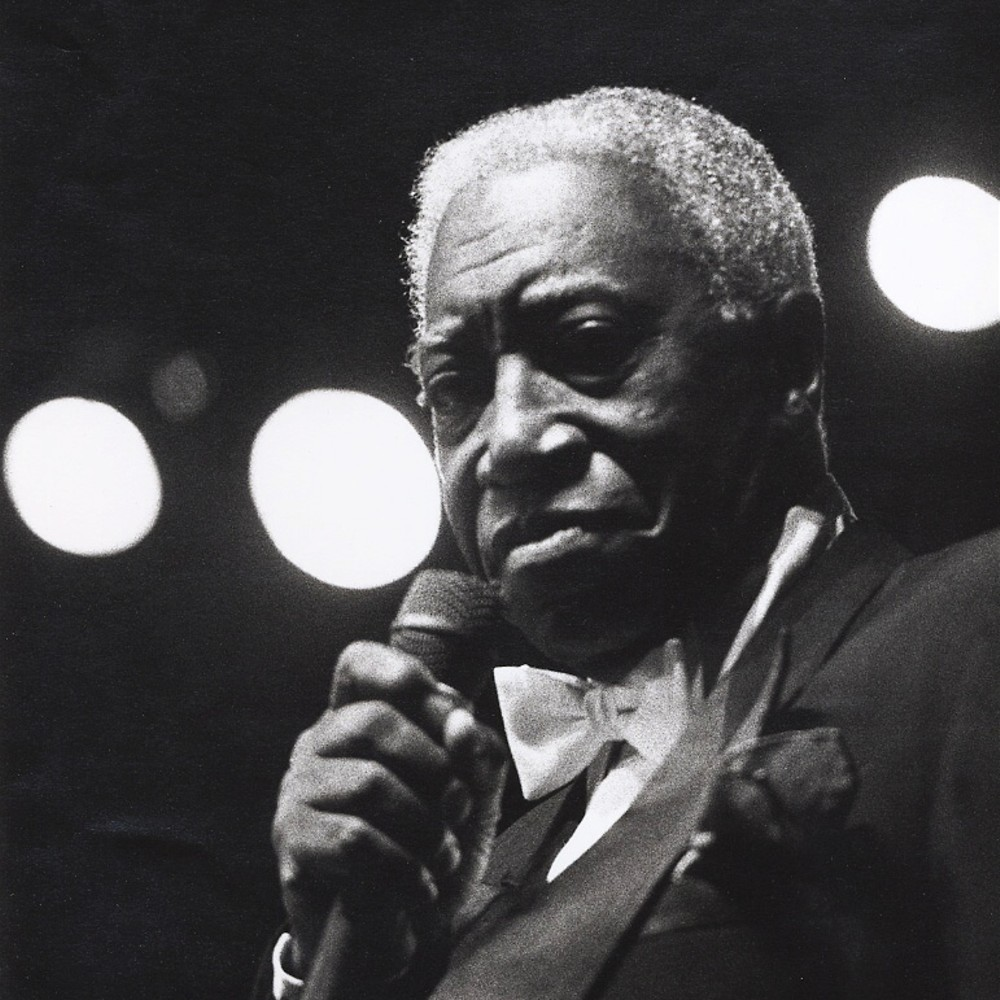
Joe Williams

1982 gründete Adair mit dem Saxophonisten Denis Solee das Adair Solee Quartett, aus dem sich das Jazzsextett Be-Bop Co-Op entwickelte. Ende der 1980er Jahre veranstaltete sie unter dem Titel Beegie Improvised Thoughts eine Radio-Talk-Musikshow mit lokalen und internationalen Jazzkünstlern, darunter Tony Bennett, Joe Williams, Marian McPartland, Benny Golson und Helen Merrill. Sie war zweimal Gast in der bekannten Radioshow Piano Jazz und trat unter anderem mit Nat Adderley, Bill Watrous, Lew Tabackin, Terry Clarke und Urbie Green auf.
1991 veröffentlichte sie unter ihrem eigenen Namen ihr erstes Musikalbum Escape to New York. Die Rhythmusgruppe bestand aus Bob Cranshaw und Gregory Hutchinson. Sie gründete dann das Beegie Adair Trio, das den Kontrabassisten Roger Spencer und den Percussionisten Chris Brown umfasste, mit denen sie bis zu ihrem Lebensende zusammenarbeitete. 1998 wurde sie mit dem Nashville Music Award für das Jazz-Album des Jahres ausgezeichnet. Diese Ehrung erhielt sie für ihr 1997 veröffentlichtes Album The Frank Sinatra Collection.

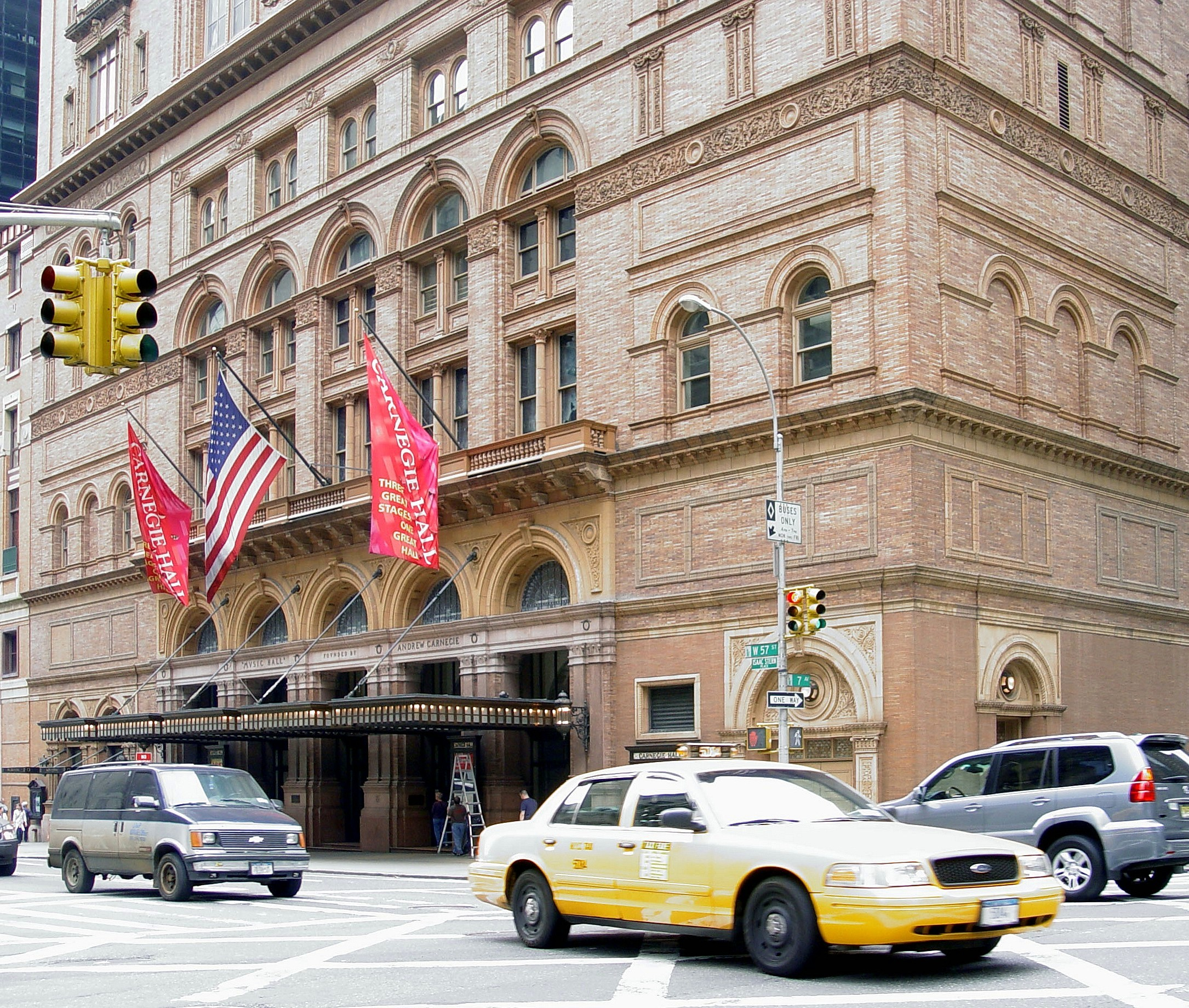
Carnegie Hall in New York

Beegie Adair brachte im Verlauf ihres Lebens über 100 Alben heraus; 34 davon sind Studioaufnahmen mit ihrem Trio. Das musikalische Spektrum ihrer Alben reicht von Cole-Porter-Standards über Frank-Sinatra-Klassiker bis hin zu romantischen Balladen. Nach Aussage von Beegie Adair ist ihr Stil maßgeblich geprägt von George Shearing, Bill Evans, Oscar Peterson und Erroll Garner. Mit über 1,5 Millionen verkauften Alben zählt das Beegie Adair Trio zu den erfolgreichsten und angesehensten Musiktrios der Jazzwelt. 2016 trat das Trio in der Carnegie Hall in Manhattan, New York City auf.
Im Lauf ihrer Karriere erhielt Beegie Adair zahlreiche Auszeichnungen. 2002 wurde sie von Steinway & Sons zum Steinway Artist ernannt. Diese Ehrung wurde bis jetzt 1600 namhaften Pianisten zuteil, darunter Lang Lang, Diana Krall, Harry Connick, Michel Legrand, Billy Joel, Irving Berlin, Cole Porter, Sergei Rachmaninoff und Arthur Rubinstein.
2002 wurde sie in die Music Department’s Wall of Fame der Western Kentucky University und 2004 in die Hall of Fame von Cave City aufgenommen. Seit 2006 zählt sie zu den Mitgliedern der Hall of Distinguished Alumni der Western Kentucky University. Sie erhielt auch den ersten Heritage Award des Nashville Jazz Workshop, wo sie regelmäßig Musiker unterrichtete. Darüber hinaus war sie als außerordentliche Professorin für Jazzstudien an der Blair School of Music der Vanderbilt University tätig.
2012 wurde Beegie Adair von der Jazz Journalist Association als Jazz Hero geehrt und vom damaligen Gouverneur Steve Beshear zum Kentucky Colonel ernannt. Ihre Heimatstadt Cave City gründete ihr zu Ehren das Beegie Adair Community Center. Durch ihre Spenden ermöglichte sie die Einrichtung des Beegie Adair Scholarship Fund an der Western Kentucky University zur Förderung der Musikpädagogik.
2014 verstarb ihr Ehemann Billy Adair, der bis zu seinem Tod ebenfalls außerordentlicher Professor für Jazzstudien an der Vanderbilt University war. Beegie Adair, die zuletzt in Franklin, Tennessee, lebte, war Vorstandsmitglied des Nashville Jazz Workshop und trat zusammen mit ihrem Trio regelmäßig in Nashville auf.
Adair verstarb Anfang 2022 im Alter von 84 Jahren. Ihr Künstlername Beegie leitete sich von der englischen Aussprache der Initialen B und G ihrer Vornamen ab.

## Alben (Auswahl)
- 1991: Escape To New York (Consolidated Artists Productions)
- 1997: Frank Sinatra Collection: A Musical Tribute (Green Hill)
- 2001: Dream Dancing (Hillsboro Jazz)
- 2002: I’ll Take Romance (Hillsboro Jazz)
- 2002: The Way You Look Tonight (Green Hill)
- 2002: The Great American Songbook Collection  (Green Hill)
- 2003: Centennial Composers Collection (Green Hill)
- 2003: Days Of Wine And Roses (Village Square Music)
- 2005: An Affair To Remember (Green Hill)
- 2006: Sentimental Journey (Village Square Music)
- 2007: As Time Goes By (Village Square Music)
- 2008: In A Sentimental Mood. Romantic Songs Of Duke Ellington (Green Hill)
- 2008: Yesterday – A Solo Piano Tribute To The Music Of The Beatles (Green Hill)
- 2009: Moments To Remember (Green Hill)
- 2009: Winter Romance (Green Hill)
- 2010: Swingin’ With Sinatra (Green Hill)
- 2011: My Piano Memory (Green Hill)
- 2013: A Time For Love (Green Hill)
- 2014: Vintage Jazz (Burton Avenue Music)
- 2014: The Good Life: A Jazz Piano Tribute to Tony Bennett (Green Hill)
- 2015: Too Marvelous for Words (Adair Music Group)
- 2016: Some Enchanted Evening (Green Hill)
- 2017: By Request (Green Hill)

Beegie Adair Trio
- 1998: The Dinner Music Series (Green Hill)
- 1999: Jazz Piano Christmas (Green Hill)
- 2000: Love, Elvis (Green Hill)
- 2005: Jazz On Broadway (Village Square Music)
- 2012: The Real Thing (Green Hill)
- 2013: Trav’lin’ Light (Green Hill)
- 2015: Too Marvelous for Words (Adair Music Group)